# 科爾普山
科爾普山（英語：Mount Kolp），是南極洲的山峰，位於沙克爾頓海岸，處於萊爾德角西北面13公里的羅斯冰架西部，海拔高度1,010米，由美國南極名稱諮詢委員命名，現時由南極條約體系管理。